# Tuisgui
Tuisgui (en árabe: تويزكي‎, en lenguas bereberes: ⵜⵡⵉⵣⴳⵉ, en francés: Touizgui) es un municipio marroquí en la región Guelmim-Río Noun. El núcleo de Tuisgui perteneció desde 1916 hasta 1958 al territorio español de Cabo Juby, aunque parte de su actual término municipal perteneció al protectorado francés.